# Rebeca
Rebeca – wenezuelska telenowela z 2003 roku wyemitowana przez Venevisión.
W rolach głównych Mariana Seoane i Ricardo Álamo. Główną antagonistką serii jest Gaby Espino.

## Obsada
- Mariana Seoane - Rebeca Linares
- Ricardo Álamo - Eduardo Montalbán
- Pablo Montero - Martín García
- Víctor Cámara - Sergio Montalbán
- Gaby Espino - Princesa Izaguirre de Montalbán
- Ana Patricia Rojo - Niurka Linares
- Katie Barberi - Regina Montalbán de Santander
- Pablo Martín - Tony Izaguirre Zabaleta
- Leonardo Daniel - Adalberto Santander
- Elluz Peraza - Sara Santos
- Jorge Luis Pila - Nicolás Izaguirre
- Susana Dosamantes - Matilde Linares
- Adrian Delgado - Liborio Gil
- Anna Silvetti - Dionisia Pérez
- Maite Embil - Carolina Montalbán
- Adolfo Cubas - Natalio Gil
- Eduardo Rodríguez - León Valverde
- Elaiza Gil - Arcoiris Ponce/Sirena Ponce
- Patty Álvarez - Leona Valverde
- Griselda Noguera - Petra Gil
- Jacqueline García - Violeta Pérez
- Yina Vélez - Estefanía Dóriga
- Mariam Valero - Zaida Díaz
- Cherrilyn Silva - Zafiro
- Zhandra De Abreu - Patty Linares
- Arianna Coltellaci - Alicia Tejera
- Ana Karina Casanova - Verónica Zaldivar
- Ronny Montemayor - Elvis Domínguez
- Marjorie de Sousa - Gisela Gidalva
- Tatiana Capote - Amanda Gidalva/Marcela Montalbán
- Riczabeth Sovalbarro - Elena 'Elenita' Zaldivar
- César Román - Beto García
- Julio Capote - Padre Alfredo
- Robert Avellanet - Arturo
- Dayana Garroz - Marlene

## Wersja polska
W Polsce telenowela była emitowana przez telewizję Zone Romantica. Opracowaniem wersji polskiej zajęło się Studio Company Warszawa. Autorką tekstu była Karolina Władyka. Lektorem serialu był Zbigniew Moskal.